# بهرام فره‌وشی
بهرام فره‌وشی (زاده فروردین ۱۳۰۴ اهواز – درگذشته ۸ خرداد ۱۳۷۱ سن خوزه) زبان‌شناس معاصر ایرانی و متخصص زبان‌های ایرانی و فرهنگ ایران باستان است.

## زندگی‌نامه
بهرام فره‌وشی در سال ۱۳۰۴ خورشیدی در اهواز و در خانواده‌ای اصالتاً بختیاری متولد شد. پدر او مترجم همایون فره‌وشی از دانشمندان روزگار خود بود و از پایه‌گذاران مدارس جدید در ایران به‌شمار می‌رفت. مترجم همایون افزون بر این، به‌عنوان مترجم زبردستی شناخته می‌شد که تسلط کم‌مانندی بر زبان فرانسوی داشت و از نخستین نویسندگان کتاب‌های درسی جدید برای دانش‌آموزان ایرانی بود.
بهرام فره‌وشی به دلیل سفرهای ناگزیر پدر، دوران آموزش را در شهرهای مختلف گذراند. دورهٔ دانشسرای مقدماتی را در اصفهان در سال ۱۳۲۳ به پایان رساند. دورهٔ لیسانس زبان فرانسوی را در دانشسرای عالی در تهران سپری کرد. ضمن انجام خدمت دبیری در دبیرستان‌ها، چند جلد داستان و مجموعهٔ شعر از فرانسوی ترجمه کرد و به چاپ رساند. در همین دوره یک مؤسسهٔ چاپ و انتشارات به نام آتشکده تأسیس کرد.

در همین دوره بود که با ابراهیم پورداود از نزدیک آشنایی یافت. خود او بعدها در این باره نوشت:
«من با نوشته‌های پورداوود از کودکی آشنا بودم؛ زیرا در میان کتاب‌های پدرم دو جلد یشت‌های پورداوود را خوانده بودم و داستان‌های پهلوانی‌های شکوهمند این کتاب و نیایش‌های آن در همان زمان بر دلم نشسته بود و همواره در دل داشتم که استاد بزرگوار را ببینم. روزگاری گذشت و من در رشته زبان‌های خارجی لیسانس گرفتم. پورداوود در آن زمان انجمن ایرانشناسی را پدیدآورده بود و شب‌ها در انجمن درس می‌داد. به آنجا رفتم و نام نوشتم. دیدن چهره استاد و درس‌های او شور دیرین را در من برانگیخت.»
به تشویق پورداود در سال ۱۳۳۶ برای گذراندن دورهٔ ایران‌شناسی عازم پاریس شد و در مدرسهٔ تتبعات عالیهٔ دانشگاه پاریس به تحصیل پرداخت و به اخذ درجهٔ دکتری در تمدن و زبان‌ها و ادبیات ایرانی نایل گشت. سپس به سوئیس رفت و به مطالعه در لهجه‌های ایرانی در دانشگاه برن پرداخت. در این دوران از محضر استادان برجسته در زمینهٔ زبان‌ها و تمدن و دین‌های ایران باستان همچون امیل بنونیست و ژان دومناش برخوردار بود.
بهرام فره‌وشی در سال ۱۳۴۱ به ایران بازگشت و به دانشیاری پورداود در دانشکدهٔ ادبیات دانشگاه تهران منصوب شد، و مدت بیست سال به آموزش زبان‌های اوستایی، پارسی باستان، پهلوی، اساطیر ایرانی، خط‌های باستانی، گویش‌شناسی ایرانی و تمدن ایران باستان پرداخت.
در همین سال‌ها بخش عمده‌ای از اوقات خود را صرف نشر آثار استادش پورداود کرد که حاصل آن انتشار تعدادی از آثار مهم پورداود به طرزی آراسته بود: بخش دوم گات‌ها شامل یاداشت‌های پورداود (۱۳۳۶)، یسنا (۱۳۴۰) و ویسپرد (۱۳۴۳) و جلد یکم از فرهنگ ایران باستان (۱۳۵۲).
بهرام فره‌وشی در کنار خدمت دانشگاهی، به دستگاه‌های فرهنگی و انتشاراتی هم مدد می‌رسانید. مدتی سرپرستی بنگاه ترجمه و نشر کتاب را داشت، و بعدها مدیریت چاپ و انتشارات دانشگاه تهران را به عهده گرفت. در سال‌های دههٔ ۱۳۵۰ برنامهٔ فرهنگ ایران زمین را در تلویزیون ملی ایران تهیه می‌کرد که بینندگان و خواستاران فراوان داشت.
بهرام فره‌وشی، در روز ۸ خرداد ۱۳۷۱ زمانی که برای معالجه به آمریکا رفته بود، در سن ۶۷ سالگی در سن خوزه (کالیفرنیا) درگذشت. پیکرش را به ایران بازگرداندند و در ۲۸ خرداد به خاک سپردند. آیین بزرگداشت او در تهران در تالار انجمن زرتشتیان برگزار شد.

## آثار
در میان آثار بهرام فره‌وشی بی‌گمان «فرهنگ پهلوی» جایگاه ویژه‌ای دارد. این اثر مرجع در دو جلد با عنوان‌های فرهنگ پهلوی به فارسی (۱۳۴۶) و فرهنگ فارسی به پهلوی (۱۳۵۲) منتشر شد که حاصل شانزده سال کار مداوم او بود. این فرهنگ نخستین کوشش علمی در این زمینه و دربردارندهٔ ده هزار واژهٔ پهلوی با ذکر ریشه و صورت فارسی‌شدهٔ آنهاست.
دیگر آثار منتشرشدهٔ او از جمله «جهان فروری»، راهنمای گردآوری گویش‌ها، ترجمهٔ کتاب ششم دینکرت، ترجمه «هنر ایران در دوران پارتی و ساسانی» اثر گیرشمن، ترجمه «کارنامه اردشیر بابکان» (همراه با متن پهلوی و آوانویسی و واژه‌نامه) و شماری دیگر، نموداری از دانش گستردهٔ اوست. آخرین اثر چاپ‌شده از فره‌وشی ایران‌ویج نام دارد و مجموعهٔ پیوسته‌ای از مقاله‌های او در پیرامون فرهنگ و تاریخ ایران است.